# Robledo Puch
Robledo Puch teljes nevén Carlos Eduardo Robledo Puch (Buenos Aires, 1952. január 22. –) argentin sorozatgyilkos és rablógyilkos. Szelíd arckifejezése miatt az Ángel Negro (Fekete Angyal) illetve Ángel de la Muerte (A halál Angyala) ragadványneveket kapta, míg a korabeli argentin sajtóban Chacal-nak (Sakál), La Bestia Humana (Emberi fenevad) vagy La Fiera joven-nek (Fiatal vadállatnak) hívták. Argentína legveszedelmesebb bűnözőjeként tartják számon a mai napig. Jelenleg életfogytiglani börtönbüntetését tölti a Buenos Aires-i Sierra Chica börtönben, amit gyilkosságért, gyilkossági kísérletért, rablásért, lopásért, emberrablásért valamint nemi erőszak és annak kísérlete miatt szabtak ki rá (utóbbi kettőben azonban csak közvetett szerepe volt).

## Gyerekkora
Robledo Puchnak nem volt nehéz gyerekkora, a szülei rendezett körülmények közt élő középosztálybeli vallásos munkáscsalád volt. Egyik felmenője Dionisio Puch híres argentin katonatiszt volt. Négyéves korában családjával átköltözött Olivosba, Buenos Aires külvárosába, ahol egy vasútállomás mellett, egy kovácsműhely felett levő emeleten béreltek lakást. Édesapja Victor Robledo Puch a General Motorsnál dolgozott. Édesanyja Josefa Aída Habendak német bevándorlóktól származott. Szülei és környezete Robledót félénk, visszahúzódó gyereknek ismerte, mint amilyen az édesanyja is volt, aki igyekezett a lehető legjobban nevelni és vigyázni Robledót. Édesapja egész nap dolgozott, ezért a nevelésből kevésbé vette ki a részét. Bár Robledo visszafogott és csendes gyerek volt, akadtak barátai, akikkel sokat játszott.
Gyerekként megpróbálkozott zongorázással, de hamar ráunt, jóllehet tanulékony és tehetséges gyerek volt, aki ráadásul jól beszélt németül és angolul is. Középiskolai tanulmányait Vicente Lópezben folytatta, Buenos Aires egyik külvárosában, a Colegio Cervantes-ben. Apróbb kilengései azonban már 11 éves korában voltak. A középiskolában egyre többször szállt szembe a feljebbvalóival és elkezdett a bűnözők élete után érdeklődni.

## Bűncselekményei
Robledo 15 éves korában összeállt a nála két évvel fiatalabb Jorge Antonio Ibañezzel, akivel apróbb vagyon elleni bűncselekményeket követtek el. Eleinte osztálytársaiktól és a szomszédoktól loptak, majd egyre magasabbra tették a mércét és kipróbálták a kocsilopást valamint az ékszerbolti lopásokat is.
Felnőtté válása után nem sokkal kezdődött el Robledo Puch majdnem egy évig tartó ámokfutása. Első akcióját Antonióval a buenos airesi Enamor diszkó ellen hajtották végre 1971. március 15-én, ahol 350 ezer argentin pesót loptak el. Mielőtt elhagyták volna a helyszínt Robledo egy 32-es kaliberű Ruby típusú maroklőfegyverrel kivégezte a diszkó tulajdonosát, az olasz származású Pedro Mastronardit és a biztonsági őrt, Manuel Godoyt, akik épp aludtak és vélhetően nem észlelték a betörést. Későbbi vallomásában Robledo nagyon gúnyosan beszélt első áldozatairól. Amikor arról kérdezték a rendőrök, hogy miért kellett őket megölni, kurtán annyit mondott: „Talán fel kellett volna ébresztenem őket?”
A rablott pénzt ezután Robledo és Antonio bárokra, diszkókra és nőkre herdálta el.
Május 9-én a páros újabb sikeres betörést hajtott végre Vicente Lópezben, a Mercedes-Benz pótalkatrész üzletében. Egy szobába behatolva rátaláltak az üzlet biztonsági őrére, José Bianchira és annak feleségére, valamint újszülött gyerekükre. Robledo a férfit megölte és a nőre is rálőtt, de a sérülése nem volt súlyos. Ekkor Antonio a sérült asszonyt megpróbálta megerőszakolni, de nem járt sikerrel. A helyszínről a páros 400 ezer pesót vitt el, s távozás előtt Robledo még rálőtt a síró csecsemőre, akit viszont nem talált el. A rendőrségi nyomozás nem tudta kideríteni, hogy Robledo szándékosan lőtt a gyerekre, vagy csak reakcióból tette, mert a gyereksírás esetleg felizgatta volna. A nő túlélte a támadást és később tanúként volt jelen Puch perénél.
Május 24-én Puch és Ibañez megölték a Casa Tia szupermarket hetvenéves biztonsági őrét, Juan Scattonét. Az őr éppen elszundított, amikor zajra lett figyelmes. Miközben a zaj forrását kutatta Robledo orvul fejbe lőtte az idős férfit. A gyilkosság után a két fiú whiskey-vel koccintott a megölt Scattone holtteste fölött. Az orvtámadás ettől fogva Robledo bevett módszere lett a későbbi gyilkosságoknál is.
A Casa Tia kirablása után Ibañez javasolta Puchnak, hogy „próbálkozzanak” meg nők elrablásával és megerőszakolásával. Június 13-án a páros ellopott egy autót és elraboltak egy 16 éves lányt, Virginia Rodríguezt. A fiatalt egy bárból csalták ki, majd a kocsiba taszigálták és elhajtottak vele a Pánamerikai főútvonalra, nehogy Virginia a sikoltásaival felhívja rájuk a figyelmet. Az autó hátsó ülésén Ibañez megerőszakolta Virginiát, akit utána Puch öt lövéssel brutális módon megölt, majd a holttestet az út mellett kilökték a kocsiból. A lány pénztárcáját elvették, utána az autóval egy óriásplakát emelvénynek hajtottak és összetörték.
Tizenegy nappal később, június 24-én egy másik lopott kocsival elrabolták a 23 éves, modellként dolgozó Ana María Dinardót az olivosi Katoa nevű szórakozóhely előtt, aki barátját látogatta meg. Robledóék egy félreeső helyre hajtottak áldozatukkal, ahol Antonio megerőszakolta a lányt. Ezután Puch látszólag úgy tett, mintha elengedné Ana Maríát, majd húsz méter megtétele után hátba lőtte és hét lövéssel kivégezte. Ezután a lány holttestével a Pánamerikai útra hajtottak és majdnem ugyanott dobták ki, ahol Rodríguezét is.
A buenos aires-i rendőrség eleinte nem tudta kideríteni, hogy kik állhatnak a bűncselekmények mögött. Sőt kezdetben el is vetették annak lehetőségét, hogy Robledo Puch volna a felelős a rablásokért és gyilkosságokért, helyette a buenos aires-i alvilágban, az általuk már ismert bűnözők között keresték az elkövetőket, sőt gerilla-csoportokra is gyanakodtak.
Augusztus 5-én Robledo és Antonio a lopott autóval balesetet szenvedett. Antonio a balesetben életét vesztette, addig Robledo karcolás nélkül megúszta és elmenekült a helyszínről. Vannak akik szerint Robledo szándékosan okozott balesetet, hogy megszabaduljon Ibañeztől.
A baleset követően Puch egy időre meghúzta magát, majd nem sokkal később új társa lelt egy Héctor Somoza nevű tizenhétéves fiú személyében, aki egy pékségben dolgozott és Robledo látásból már ismerte őt. Az új páros három hónap múlva folytatta a bűncselekmény-sorozatot. Robledo és Héctor egy fegyverraktárból ellopott 32-es kaliberű Astra pisztollyal felfegyverezve november 15-én megtámadták a Boulogne Sur Merben található szupermarketet, ahol meggyilkolták a biztonsági őrt, Raúl Del Benét. November 17-én és november 24-én a páros két autókereskedésbe is betört, ahol megölték a biztonsági őröket, Juan Rozast és az olasz Bienvenido Ferrini-t, s több mint egymillió pesót zsákmányoltak.
Utolsó akcióját Robledo 1972. február 1-jén hajtotta végre. Héctorral betörtek egy hardverek árusító üzletbe, ahol megölték a biztonsági őrt, Manuel Acevedót és elvették a nála levő kulcsokat, amivel a széfet próbálták kinyitni. Mivel a zár felnyitása nem sikerült Robledo egyszer csak és lelőtte Somozát. Utána egy ott található forrasztólámpával halott társa arcát és ujjait összeégette, hogy lehetetlenné tegye az azonosítását, majd ugyanezzel a lámpával sikerült megolvasztani a széf zárját és benne levő pénzt felmarkolva távozott a helyszínről. A rendőrség azonban megtalálta a halott Somoza zsebében Puch személyi iratait, s a két fiú baráti körét kihallgatva rövid időn belül azonosították a másik elkövetőt. Három nappal később, február 4-én Robledo Puchot őrizetbe vették.
Utóbb tett vallomásában Puch nem sajnálta, hogy megölte Somozát. Szerinte a fiúval nem volt már akkora szerencséje, mint Ibañezzel, mivel a vele elkövetett rablásokból kevesebb pénzt folyt be.

## Tárgyalása és elítélése
Mikor fény derült Puch gaztetteire, családja és barátai teljesen megdöbbentek, s állították, hogy sejtelmük se volt arról, mit művel Robledo. Az argentin társadalmat sokkolta, hogy egy elég megnyerő és szép külsejű fiú ilyesmiket képes végrehajtani. Sokakban, így az áldozatok családtagjaiban is olyan erős düh és gyűlölet lakozott, hogy amikor a nyomozók Robledóval a bűncselekmények helyszíneit járták, hogy rekonstruálják a történteket, gyakran kellett a fiút megvédeni dühös civilektől.
Robledo Puch a La Plata börtönben volt előzetes letartóztatásban, amikor 1973-ban megpróbált megszökni, de kevesebb mint három nap múlva kézre kerítették egy bárban.
Puch pere 1980-ig tartott. Ez év november 27-én a bíróság életfogytig tartó szabadságvesztésre ítélte a feltételes szabadlábra helyezés lehetősége nélkül, bűnösnek találva tíz minősített gyilkosság, egy gyilkosság, két gyilkossági kísérlet, két emberrablás és tizenhét rablás elkövetésében, továbbá egy nemi erőszak és annak kísérleténél történt közvetett szerepben. Az autóbalesetért, amelyben első bűntársa Antonio Ibañez meghalt, nem vonták felelősségre.
Puch először közönyös volt az ítélet iránt. A bűncselekmények elkövetését bevallotta, de sose bánta meg őket. Csak évekkel később egy fellebbviteli eljárásán során fakadt ki, amikor is úgy fogalmazott, hogy tárgyalás egy római cirkuszhoz volt hasonlatos, amelynek során őt megbélyegezték és elítélték, ezért azzal fenyegetőzött, hogy egyszer kiszabadul és megöl mindenkit, aki ebben részt vett. Későbbi interjúkban arról vallott, hogy a kihallgatásokkor erőszakkal csalták ki belőle a beismerő vallomást, melynek bizonyítékaként megmutatta a nyelvén, a karjain, a lágy részein és a lábain levő hegeket.
A Osvaldo Raffo igazságügyi szakértő szerint Robledo Puch rendezett anyagi és erkölcsi körülmények között élt és nevelkedett, bűncselekményei súlyával tisztában volt. Gyerekkorában nem volt semmiféle negatív tényező, ami károsan befolyásolhatta volna, úgy mint nehéz életkörülmények, személyes tragédiák, csavargás, betegség, affektív konfliktusok. A bűnözői pályára kizárólag saját elhatározásából lépett. Raffo szerint Puch pszichopata alkat, aki nem képes az empátiára és örömét leli mások kínjaiban, így előszeretettel nézte végig azt is, amikor társa Ibañez megerőszakolta a két elrabolt lányt, ami egy szexuálisan perverz, szadista személyiségre vall.
Húsz évvel később, 2000. júliusától már lehetősége nyílt a szabadlábra helyezésért folyamodó kérelemre, de Puch ekkor még nem élt vele. Csak nyolc évvel később 2008. május 27-én kérvényezte feltételes szabadlábra helyezését, amit a vizsgálóbíró elutasított, arra a megállapításra jutva, hogy Puch kiszámíthatatlan személyisége veszélyt jelent a társadalomra. A bíró indoklásában azt is hozzáfűzte, hogy Puchnak nincsenek már közvetlen élő rokonai, akik esetleg visszatarthatnák őt újabb bűncselekmények elkövetésétől.
Miután 2011. augusztus 31-i és 2013. október 30-i kérelmét is elutasították 2013. novemberében halálbüntetés végrehajtását kérte magán, méreginjekcióval, azonban Argentínában nincs halálbüntetés és ilyen kérés teljesítésére jogi lehetőség sincsen. 2015. március 27-én Puch fellebbezett kérelmei elutasítása ellen. 2016. márciusában elutasították fellebbezését is, miután Puch olyan kijelentést tett, hogy megölné Cristina Fernández de Kirchner köztársasági elnököt, mert az nem adott neki kegyelmet.
Napjainkban Robledo Puch Argentína leghosszabb ideje börtönben ülő bűnözője. 2016. május 10-én egy napra szigorú felügyelet alatt elhagyhatta a Sierra Chicát. Gyakran küzd mentális és egészségügyi problémákkal. A börtönben felvette az evangélikus vallást és lelkésszé képezte magát. Nyíltan felvállalja már homoszexualitását is, ugyanakkor több furcsa lépésre ragadtatja el magát (egyik alkalommal Batmannek öltözött be és gyújtogatott is). Puch saját magára nem tekint gonosztevőként, sőt inkább romantikus törvényen kívülihez hasonlítja magát. Saját magát az argentin Robin Hood-nak nevezi.

## Megjelenése a kultúrában
2018-ban Luis Ortega argentin filmrendező Puch élete alapján készítette el Az angyal c. krimit, amely Oscar díjat is nyert. 

## Külső hivatkozások
- ‘El ángel de la muerte’ que disparaba por la espalda: “Un día saldré y los mataré a todos” (lavanguardia.com)
- Milyen rejtélyes ez a cuki sorozatgyilkos! (index.hu)

1. ↑  MAK (lengyel nyelven)